# Utricularia heterosepala
Utricularia heterosepala är en tätörtsväxtart som beskrevs av Benj.. Utricularia heterosepala ingår i släktet bläddror, och familjen tätörtsväxter. Inga underarter finns listade i Catalogue of Life.